# 市立名寄図書館
市立名寄図書館（しりつなよろとしょかん）は、北海道名寄市に所在する公立図書館。

## 統計
|                        | 市立名寄図書館 | 旧風連分館 | 合計      |
| ---------------------- | -------------- | ---------- | --------- |
| 蔵書数                 | 137,492冊      | 32,842冊   | 170,334冊 |
| 貸出人数（個人のみ）   | 24,507人       | 3,096人    | 27,603人  |
| 貸出冊数（団体を含む） | 104,269冊      | 10,115冊   | 114,384冊 |
| 来館者数               | 33,620人       | 8,219人    | 41,839人  |

## 沿革
- 1970年（昭和45年）8月1日 - 市立名寄図書館が開館する[2]。
- 2006年（平成18年）12月1日 - 市立名寄図書館電算システムの稼動を開始する[2]。
- 2007年（平成19年）8月7日 - 市立名寄図書館自動車文庫「新やまゆり号」の運用を開始する[2]。
- 2019年（平成31年）1月16日 - 風連分館が名寄市立風連中央小学校内に移転し、市立名寄図書館風連分室として開設する[5]。

## 施設
市立名寄図書館
| フロア | 施設                                         | 面積  |
| ------ | -------------------------------------------- | ----- |
| 1階    | 閲覧室、新聞庫、児童室                       | 591m2 |
| 2階    | 会議室、北海道・名寄コーナー、保存用閉架書庫 | 648m2 |
| 3階    | 読書室、休憩室、国際親善メモリアルホール     | 379m2 |
| 4階    | 資料収納庫                                   | 65m2  |

風連分室
- 郵便番号 : 〒098-0507
- 所在地 : 北海道名寄市風連町西町201（名寄市立風連中央小学校内）

## 開館時間・休館日

### 開館時間
市立名寄図書館
- 火曜日・金曜日 - 午前9時30分から午後5時
- 水曜日・木曜日 - 午前9時30分から午後8時
- 土曜日・日曜日 - 午前9時30分から午後4時

風連分室
- 月曜日から金曜日 - 午前9時30分から午後5時
- 土曜日 - 午前9時30分から午後1時

### 休館日
市立名寄図書館
- 月曜日
- 祝日
- 年末年始（12月30日から1月6日）
- 図書館資料整理日（毎月末日、年末年始を除く）
- 図書館特別整理日（年1回の10日以内、名寄市教育委員会が定める期間）

風連分室
- 日曜日
- 毎月末日
- 祝日
- 年末年始
- 特別整理日
- 学校行事等による休日